# Ernst Moerman
Pour les articles homonymes, voir Moerman.
Ernst Moerman est un écrivain et cinéaste belge né en 1897 et mort en 1944.
« Puisque le bonheur n'existe pas, tâchons d'être heureux sans lui. » (Ernst Moerman)
Il est notamment connu pour avoir tourné en 1937 le court-métrage surréaliste Monsieur Fantômas, dont l'interprète masculin principal est  Léon Smet (père du chanteur Johnny Hallyday), ici au générique sous son nom de scène de Jean Michel.
Un script intitulé Fantômas 1937 (film surréaliste), daté du mois d'avril 1937, est conservé par la Cinémathèque royale de Belgique. Ce document comporte 9 feuillets et prévoit 98 plans et 35 intertitres. Le découpage prévu diffère légèrement du montage final.

## Œuvre poétique
- Fantômas 1933, 1933
- Vie imaginaire de Jésus-Christ, 1935
- 37°5, 1937